# سلطان احمد میرزا عضدالدوله

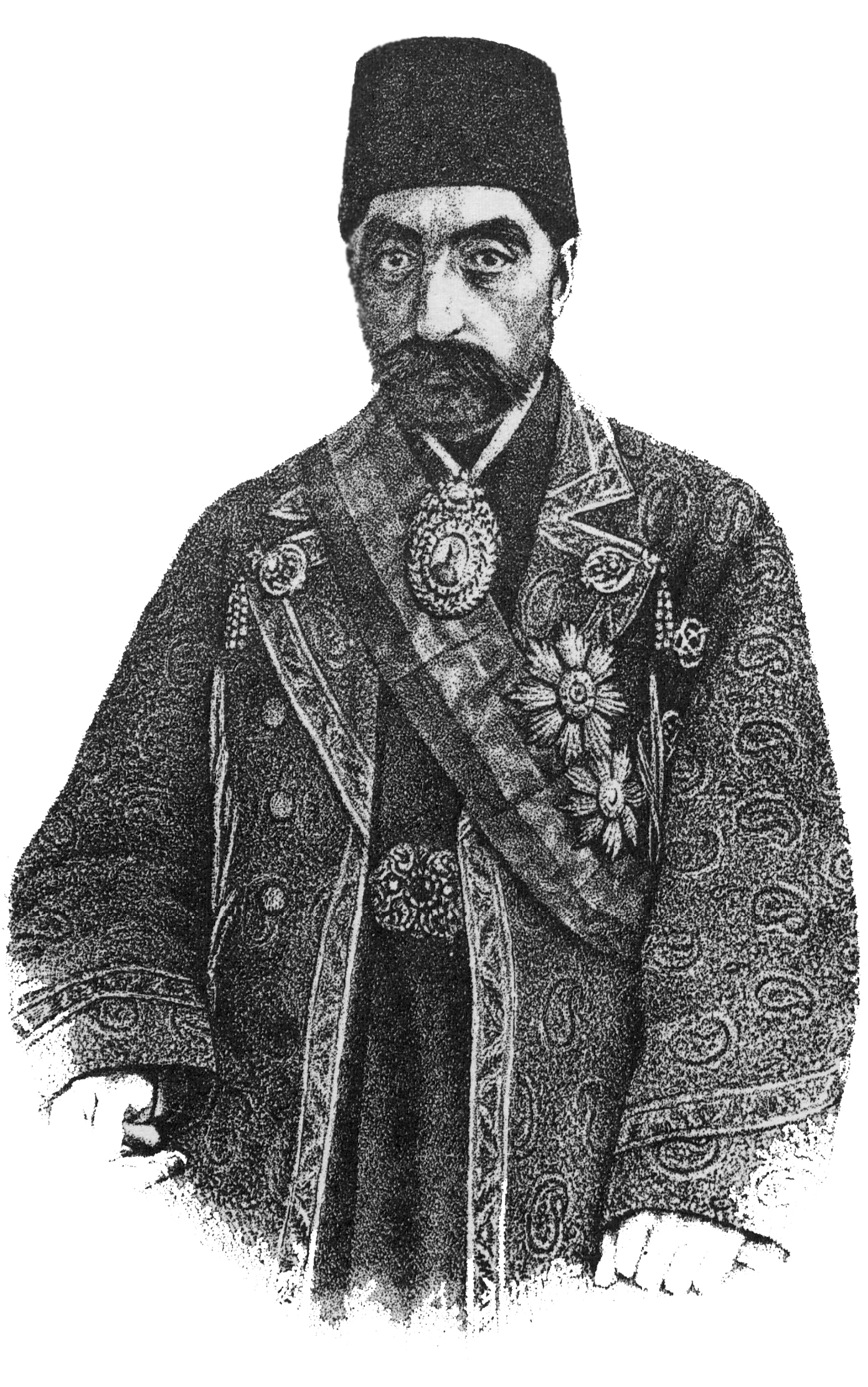
سلطان احمد میرزا عضدالدوله (اثر ابوتراب غفاری در حدود ۱۳۰۱ قمری)

سلطان احمد میرزا (۱۹ ذی‌القعده ۱۲۳۹–۱۳۱۹ هـ ق) شاهزاده قاجار و پسر چهل و نهم فتحعلی‌شاه قاجار بود.

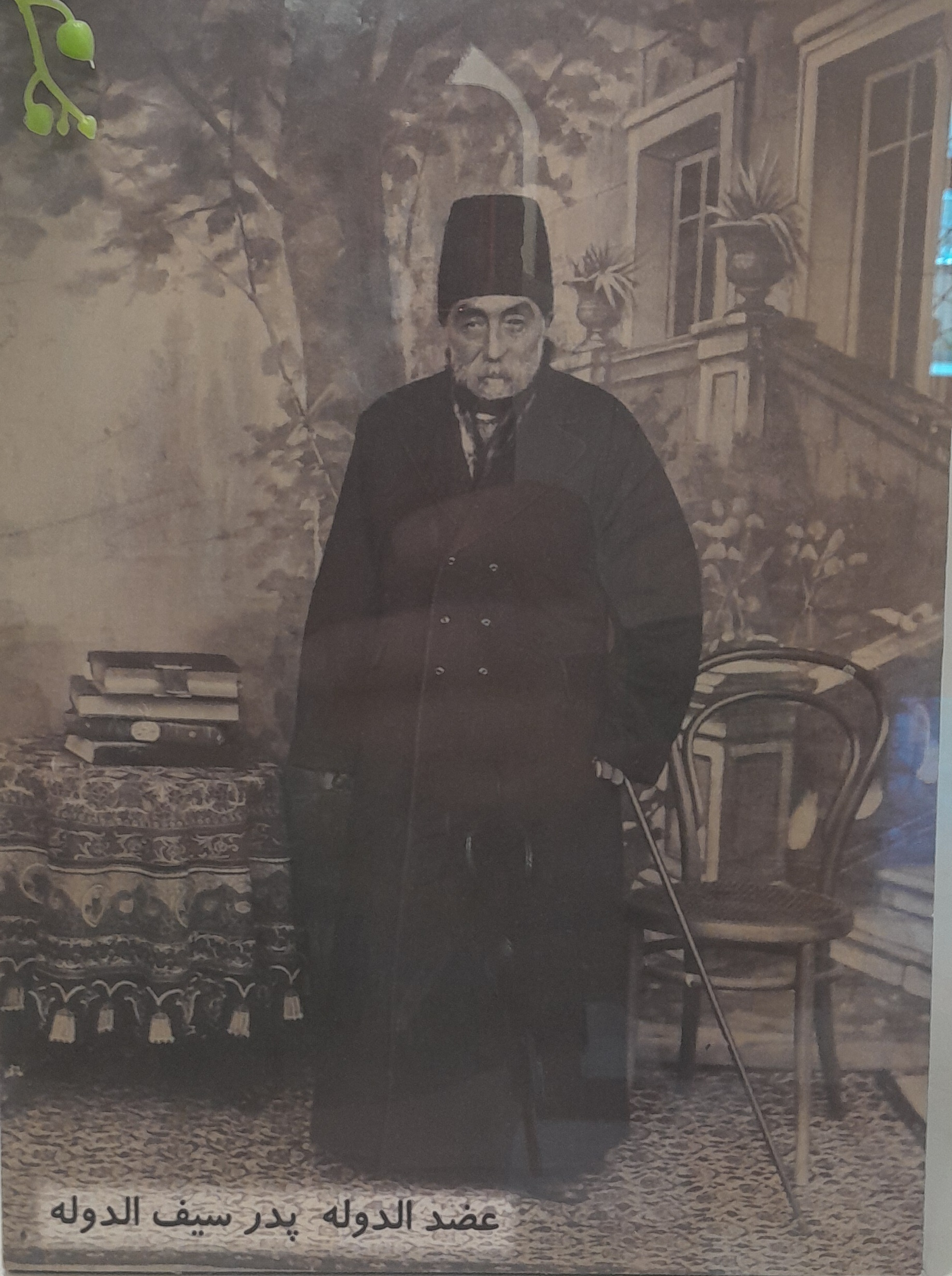
تصویر عضدالدوله منصوب در آرامگاه فرزندش سیف‌الدوله در ملایر

مادرش تاج‌الدوله همسر محبوب فتحعلی‌شاه بود. احمد میرزا لقب «عضدالدوله» داشت و به حکومت شهرهای مختلفی از جمله بروجرد، زنجان، ملایر و تویسرکان و قزوین منصوب شد. مدتی نیز متولی آستان قدس رضوی بود. عضدالدوله کتابی تألیف کرده که به «تاریخ عضدی» مشهور است و شامل خاطرات و شنیده‌های او از دوران حکومت سه پادشاه سلسله قاجاریه، آقامحمدخان، فتحعلی‌شاه و محمدشاه قاجار است. او این کتاب را با دیدگاهی بی طرفانه نوشته و در ذکر وقایع پرده‌پوشی نکرده‌است.
عضدالدوله صاحب چهار فرزند بود:
1. عبدالمحمد میرزا سیف‌الدوله
2. عبدالمجید میرزا عین‌الدوله
3. وجیه‌الله میرزا سپهسالار
4. شمس‌الدوله، به همسری ناصرالدین‌شاه قاجار درآمد.